# Kamela (Oregon)
Kamela az Amerikai Egyesült Államok északnyugati részén, Oregon állam Union megyéjében, az Interstate 84-től nyugatra elhelyezkedő kísértetváros.
A település nevének eredetéről több elmélet is született: származhat a helyi vasútvonalon dolgozó építőmérnökök nevének kezdőbetűiből, vagy a „fa” szó kajúz nyelvű megfelelőjéből. Mások szerint az egykori postakocsivonal idején a helység a Summit („hegycsúcs”) nevet viselte, de a Union Pacific Railroad vasútvonalának építésekor szükségessé vált egy új elnevezés. A vasút által érintett települések elnevezésére W. C. McKay orvost kérték fel, aki számos indián eredetű szót gyűjtött össze. Az umatilla rezervátum tolmácsa szerint a „kamela” szó jelentése nez perce nyelven „amerikai vörösfenyő”, azonban McKay lánya, L. C. McKay szerint „hegycsúcs”. Az Umatilla megyei Mikecha (ma Gibbon) elnevezése Mink, Kennedy és Chalk építőmérnökök nevéből ered, és az Oregon Geographic Names szerkesztője szerint ezt összetéveszthették Kamelával. A posta 1887 és 1949 között működött.
Itt halad át a Kék-hegység legmagasabban, 1282 méteren fekvő vasúti szakasza. Kamelában egykor kocsiszín és rakodóhely is volt. A népesség 1904-ben 220, 1940-ben pedig 27 fő volt. Egykor iskola is működött itt. 1914-ben itt volt az állam egyik utolsó vonatrablása.

## Fordítás
- Ez a szócikk részben vagy egészben  a   Kamela, Oregon című angol Wikipédia-szócikk ezen változatának fordításán alapul.  Az eredeti cikk szerkesztőit annak laptörténete sorolja fel. Ez a jelzés csupán a megfogalmazás eredetét és a szerzői jogokat jelzi, nem szolgál a cikkben szereplő információk forrásmegjelöléseként.